# Pangururan
Pangururan is een bestuurslaag in het regentschap Toba Samosir van de provincie Noord-Sumatra, Indonesië. Pangururan telt 1296 inwoners (volkstelling 2010).